# Futbol popular
El futbol popular és un fenomen que sorgeix en l'àmbit esportiu que es caracteritza per democratitzar i apropar la pràctica i la gestió del futbol a l'afició. Els equips de futbol popular sovint sorgeixen a causa d'un descontentament social causat per la gestió d'un club particular o arran de la seva desaparició.

## Característiques

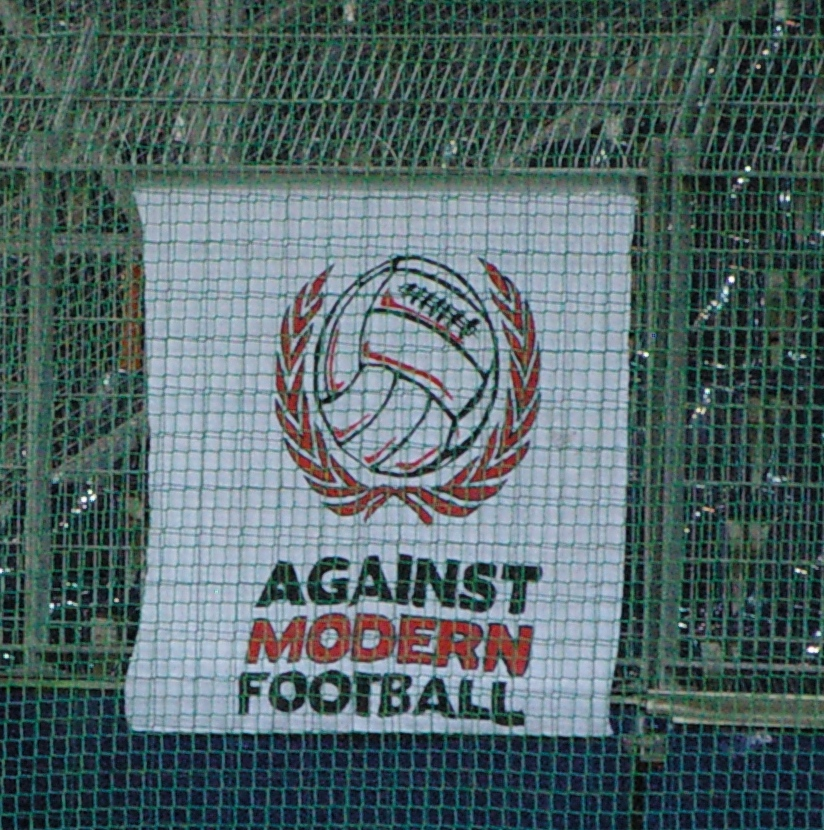
Pancarta del grup d'aficionats radicals del Hapoel Tel Aviv FC

Els clubs de futbol popular es poden constituir de diverses maneres d'acord amb les legislacions vigents de cada país (club d'accionariat popular, associació esportiva...), però tots comparteixen una sèrie de característiques en la seva gestió, tant esportivament com econòmicament. Aquests clubs solen ser propietat dels seus socis, eludint el model mercantilitzat de les societats anònimes esportives dels clubs de futbol professionals. Les decisions se solen prendre en assemblees de manera democràtica, el preu dels abonaments, carnets i materials del club solen ser baixos i, de vegades, els seus beneficis estan destinats en part a fins socials.

## Història a l'Estat espanyol
A principis de la dècada del 1990, el govern espanyol va crear un nou model de societat anònima (SA): la societat anònima esportiva (SAD). La Llei va imposar l'obligació de convertir-se en SAD a totes aquelles entitats que participessin en les competicions que la mateixa Llei considera com a professionals, concretament, 1a i 2a divisió de futbol, passant la propietat dels clubs de futbol dels aficionats a empreses. En contra del que es preveia, la situació esportiva professional al país va empitjorar. El 1992, el deute dels equips professionals era de 172 milions d'euros i el 2010 el deute ascendia a 5.000 milions d'euros.
Al començament del segle XXI, el futbol estava professionalitzat i mercantilitzat en excés. L'any 2007, un grup d'aficionats seguidors de l'Atlètic de Madrid decidiren separar-se del club a causa de la direcció que estava prenent allunyant-se de les necessitats dels aficionats, i crearen el primer equip de futbol popular: l'Atlético Club de Socios.
Anys més tard, el van seguir el SD Logronyés (2009), CAP Ciudad de Murcia (2010), UC Ceares (2011), Club Polideportivo Almería (2012), Xerez Deportivo FC (2013), Unionistas de Salamanca CF (2013), UD Ourense (2014), Avilés Stadium CF (2015), Unión Deportiva Aspense (2016), Rosal FC (2016), Unión Popular Palencia (2019), CD Independiente de Vallecas (2019), CD Cuenca-Mestallistes 1925 (2020), Ortuellako Jendea (2020), CD Villaescusa de Haro (2021) i Unión Tutera (2021). Als Països Catalans existeixen el Futbol Club Tàrraco (2013), el Club de Futbol Popular Oriola Esportiva (2016) i el CF Reus Roig-i-negre (2020).
El 2014, es va celebrar a Palència la I Trobada de Futbol Popular on es va debatre i es van compartir experiències d'aquest nou model de gestió, i es va publicar el Manifiesto de los Clubs Populares que advoca per la propietat comunitària i contra el futbol negoci. El 2015, es va celebrar la II Trobada de Futbol Popular a la ciutat de Múrcia, que va reunir equips de futbol popular de països com Itàlia, Anglaterra o Irlanda.

## Països

### Alemanya
- 1. Fußballclub Union Berlin
- Fußball-Club Sankt Pauli
- Hamburger Sport-Verein

### Anglaterra
- Football Club United of Manchester
- AFC Liverpool
- AFC Wimbledon
- AFC Blackpool
- London Italia FC
- City of Liverpool FC
- Clapton Community F.C.

### Àustria
- Fußballclub Wacker Innsbruck

### França
- Ménilmontant Football Club 1871

### Irlanda
- Cork City FC
- Shamrock Rovers Football Club

### Itàlia
| - ASD Ardita - F.B.C. Unione Venezia - ASD Quartograd - Atlético San Lorenzo - Centro Storico Lebowski - Ideale Bari Calcio - Lokomotiv Flegrea | - Stella Rossa 2006 - Associazione Sportiva Taranto Calcio - US Ancona 1905 - USD Spartak Lecce - Ancona 1905 - US Arezzo - Piacenza Calcio 1919 |

### Suècia
- Malmö FF
- IF Elfsborg